# José Quezada
José Antonio Quezada Salazar (Santiago del Cile, 17 agosto 1990) è un calciatore cileno, portiere del Dep. Recoleta.